# فيليبي ميلو (لاعب كرة قدم)
فيليبي ميلو (3 نوفمبر 1989 في البرتغال - ) هو لاعب كرة قدم برتغالي في مركز الوسط. لعب مع شيفيلد وينزداي وموريرينسي ونادي أروكا ونادي باسوش دي فيريرا ونادي بيرا مار ونافال ونادي إيسبينهو وA.A. Avanca ‏ ونادي تشافيس وC.F. União de Lamas ‏.

## وصلات خارجية
- فيليبي ميلو على موقع قاعدة بيانات كرة القدم.إي يو (الإنجليزية)
- فيليبي ميلو على موقع Soccerbase.com (لاعب) (الإنجليزية)
- فيليبي ميلو على موقع Soccerway.com (الإنجليزية)
- فيليبي ميلو على موقع AS.com (الإسبانية)